# Hector-Delfin
Der Hector-Delfin (Cephalorhynchus hectori) ist mit einer Länge von bis zu 1,50 Metern einer der kleinsten Vertreter der Delfine. Er gehört zu der Gattung der Schwarz-Weiß-Delfine (Cephalorhynchus) und ist ausschließlich in den Gewässern um Neuseeland verbreitet.

## Merkmale
Der maximal 1,50 Meter lange Delfin erreicht ein Gewicht von 40 bis 60 Kilogramm. Er hat eine sehr kurze, äußerlich kaum wahrnehmbare Schnauze sowie eine abgerundete Rückenfinne. Die Flukenenden sind spitz, ihre beiden hinteren Kanten sind (negativ) nach innen gerundet. Der Körper des Tieres ist in der Grundfarbe grau, wobei es sich um eine Zeichnung aus unterschiedlichen Tönen der Farbe handelt. Die Stirn ist durch schwarze Streifen gezeichnet und die Schnauze ist an ihrer Spitze ebenfalls schwarz. Die Kehle sowie der Nacken sind weiß. Von den dunkelgrauen Brustflossen (Flipper) zu den Augen zieht sich ein ebenfalls dunkelgrauer Fleck. Der Bauch ist weiß und ein dunklerer Streifen zieht sich von der Rückenfinne herab. Der Rest der Flanken ist hellgrau.
Bei der Geburt wiegt der Hector-Delfin etwa 9 Kilogramm und hat eine Lebenserwartung von ca. 20 Jahren.
Es handelt sich um einen geselligen Delfin, der in Gruppen von zwei bis acht Tieren zusammenlebt. Sie sind sehr aktiv und verspielt, wobei sie Wellen reiten und auch mit Algen spielen. Bei den häufigen Sprüngen landen einzelne Tiere gern auf der Seite und erzeugen dabei einen lauten und spritzenden Wasserschwall.

## Verbreitung

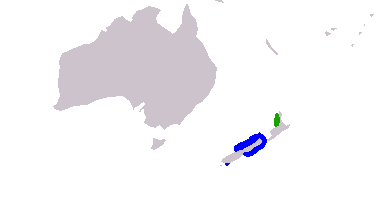
Verbreitungsgebiete:
Hector-Delfin (Cephalorhynchus h. hectori)
Maui-Delfin (Cephalorhynchus h. maui)

Der Hector-Delfin kommt ausschließlich in den Gewässern um Neuseeland vor. Dabei sind zwei Populationen bekannt, die sich jeweils östlich und westlich der Südinsel aufhalten. Man geht davon aus, dass diese Populationen durch die tieferen Bereiche der Cookstraße und am Südwest-Ende der Insel voneinander getrennt werden. Die Tiere überqueren diese Tiefen nicht oder nur sehr selten. Sie entfernen sich offensichtlich auch nicht wesentlich weiter als 10 Kilometer von der Küste.
An der Westküste der Nordinsel Neuseelands lebt mit dem Maui-Delfin (Cephalorhynchus hectori maui) eine Unterart mit insgesamt wahrscheinlich nur 100 Individuen.

## Bedrohung und Schutz
Die Gesamtpopulation der Delfine wurde Anfang der 1970er-Jahre auf etwa 50.000 Exemplare geschätzt, im Februar 2017 betrug die Population laut einem Bericht in der Fachzeitschrift Science nur noch 10.000 Individuen, das Department of Conservation in Neuseeland ging 2016 von 15.000 Exemplaren aus. Die Hauptbedrohung der Tiere geht dabei von den Netzen der Fischer aus, in denen sie sich verfangen und ertrinken können. Neben industrieller Fischerei sind auch Hobbyfischer eine Bedrohung für die verbliebenen Hector- und Maui-Delfine. Da es Zehntausende private Kiemennetze gibt, die jeweils bis zu 60 Meter lang sein können, weiß niemand, wie viele Delfine sich in ihnen verfangen.
1988 wurde ein Bereich der Küstenregion der Banks-Halbinsel zum Schutzgebiet erklärt und die Fischerei in diesem Gebiet verboten. Durch diese Maßnahme konnte zwar der Rückgang gestoppt werden, ein Anstieg der Population konnte jedoch bislang nicht festgestellt werden. Im Mai 2004 entwickelte das Department of Conservation von Neuseeland ein Ortungssystem für Wale und erprobte es an drei Tieren des Hector-Delfins. Es soll zukünftig vor allem für eine Ortung der extrem bedrohten Tiere vor Maui eingesetzt werden.